# BIG HORNS BEE
BIG HORNS BEE（ビッグ・ホーンズ・ビー）は、日本のブラスバンド。リーダー・主宰者は金子隆博。略称BHB。米米CLUBのホーンセクションとしても活躍し、その解散後も多様なスタイルで幅広く音楽活動を展開。数度のメンバーチェンジ・活動休止期間を経て、現在も活動中である。

## メンバー
- 金子隆博（フラッシュ金子） - テナーサックス、バリトンサックス、フルート、キーボード。1964年3月22日生まれ。千葉県出身。リーダー。
- 織田浩司（オリタ・ノボッタ／オリタノボッタ[1]） - アルトサックス、テナーサックス、バリトンサックス、フルート。1962年5月17日生まれ。山口県出身。
- 石川周之介（石川県金沢） - テナーサックス、フルート。1975年1月5日生まれ。
- 河合伸哉（河合わかば） - トロンボーン、アルトサックス、フルート、チューバ。1960年8月6日生まれ。山口県出身。
- 佐々木史郎（シロー・ブラッキー） - トランペット。1962年3月28日生まれ。東京都出身。
- 小林太（フッシー小林） - トランペット。1966年3月29日生まれ。東京都出身。兄は同じくトランペット奏者の小林正弘。

### 脱退
- 下神竜哉（ヒマラヤン下神） - トランペット、ボーカル。1964年7月15日生まれ。東京都出身。脱退後もサポートメンバーやゲストとして状況に応じて参加。
- 多田暁（ロッキー多田、G·I·GYO） - トランペット。1960年11月23日生まれ。東京都出身。
- 村田陽一（アンデス村田） - トロンボーン。1963年7月25日生まれ。静岡県出身。
- 近藤和彦（ビューティー近藤） - サックス。1964年5月27日生まれ。山梨県出身。

括弧書きはアーティストネーム。これは基本的にBHBと米米CLUBでのみ使用されるが、河合はすべての音楽活動を「河合わかば」名義で行っている。また織田もシエナ・ウインド・オーケストラなどで演奏活動を行う場合に「オリタノボッタ」名義を使用、金子も『うたコン』指揮者としては「フラッシュ金子」名義を用いている。

## 概要
1980年代初期、金子の呼びかけで前身となる「ストリートファイターズ」を結成。当時アマチュアバンドとして活動していた米米CLUBとのセッションにより活動を開始、1985年、米米のメジャーデビュー以後は同バンドのホーンセクションとして勇名を馳せる。
初期には数回のメンバーチェンジがあったが、1990年に織田と小林が加入してからはメンバーが安定し、金子、織田、河合、下神、小林による5人編成のスタイルが固まる。同年にブルースギタリストB.B.キングの来日公演に参加。ライブ・アルバムとして収録されるなど独自の評価を確立。
1997年の米米CLUB解散以後は個々の活動と並行して、バンドとしても他アーティストのレコーディング、ライブサポートに専念していたが、1999年にライブ活動を再開。
「FUZZ JAZZ QUARTET feat. BIG HORNS BEE」名義でのリリースも展開。
2001年にはディープ・パープル来日公演に参加。2002年に下神が脱退。再び個々の活動に専念していたが、2004年に佐々木を新たに迎え、本格的に活動を再開。
2006年に再結成した米米CLUBに参加。
米米の再結成と同時期に金子が局所性ジストニアを発症しサクソフォーンを休業、編曲とキーボードに専念する。ホーンセクションは新メンバーは迎えず4人編成で活動を続けていたが、2019年に新たに石川を迎え「新生BHB」として再び5人編成に戻った。名称について特に変更はないが場合によっては「BIG HORNS BEE+」（ビッグ・ホーンズ・ビー・プラス）と称されることもある。
2021年に金子が音楽を担当したNHK連続テレビ小説『カムカムエヴリバディ』において、劇伴サウンドトラック演奏を担当した。

### セッション
作編曲、プロデュース、レコーディング、ツアー等で共演した主なアーティスト。BHB全体での参加を中心に著名なアーティストを列記する。
- aiko（金子、織田、河合、佐々木、小林）
- 石井竜也（金子、織田、河合、佐々木、小林）
- 大塚愛（金子、河合、佐々木、小林）
- 甲斐よしひろ（金子、織田、河合、佐々木、小林）
- 角松敏生（金子、佐々木、河合）
- CASIOPEA 3rd（金子[注 1]、河合、佐々木、小林、石川[注 2]）
- 栗林誠一郎（河合、佐々木、小林[注 3]）
- ゴスペラーズ（金子、織田、河合、佐々木、小林）
- 近藤房之助（金子、織田、河合、佐々木、小林）
- SING LIKE TALKING（金子[注 1]、織田、河合、小林、石川[注 4]）
- スターダストレビュー（金子、織田、河合、佐々木[注 5]、小林[注 6]）
- Char（金子、織田、河合、小林）
- ディープ・パープル（金子、織田、河合、小林）
- ともさかりえ（さかともえり名義含）（金子、織田、河合、小林）
- 中島美嘉（金子、織田、河合、佐々木、小林）
- B.B.キング（金子、織田、河合、小林）
- 平井堅（金子、織田、河合、小林）
- MINAKO（金子、織田、河合、佐々木、小林）
- 村上“ポンタ”秀一（金子、織田、河合、佐々木、小林）
- 米倉利紀（金子、織田、河合、小林）
- 渡辺美里（金子、織田、河合、小林）

## ディスコグラフィ
BIG HORNS BEE単独作品。米米CLUB作品は除く。

### シングル
1. COREGA（1988年1月21日・自主制作）
2. DEAD OR ALIVE （1996年7月1日・さんまのSUPERからくりTVテーマソング）

### アルバム
1. COREGA（1987年12月21日・自主制作）
2. BHB1（1991年10月10日）
3. BHB2（1993年9月10日）
4. BHB3（1994年9月7日）
5. for you（1996年9月1日）
6. Why can't we be friends?（2004年11月21日）
7. BIG HORNS BEE BEST（2006年10月11日）

- 「BHB1」～「for you」まではソニー・レコード（現ソニー・ミュージックレコーズ）、
- 「Why can't～」はビクターエンタテインメント、
- 「BIG HORNS BEE BEST」はソニー・ミュージックレコーズより発売。

### 映像作品
1. BHB3 TOUR（1994年11月21日）

### 番組音楽
- さんまのSUPERからくりTV（TBSテレビ）